# Vénérable (catholicisme)
Pour les articles homonymes, voir Vénérable.
Vénérable est le deuxième titre de reconnaissance des mérites que l'Église catholique attribue à une personne dont ce qu'on nomme « héroïcité des vertus » a été reconnu. Le titre de vénérable vient après celui de serviteur ou servante de Dieu et avant ceux de bienheureux ou bienheureuse (béatification) et de saint ou sainte (processus de canonisation).

## Procédure de l'Église catholique
Toute personne, même laïque, peut solliciter l'introduction de la cause d'une personne morte en odeur de sainteté auprès de l'évêque du diocèse où cette personne est décédée. L'évêque soumet la question à un groupe de spécialistes. Au cours de la procédure ordinaire, l'enquête diocésaine recueille tous les témoignages et compile la documentation. L'évêque nomme alors une commission canonique (historiens, théologiens, vaticanistes) qui fait une étude critique de ces écrits et les condense dans un document transmis à Rome, à la Congrégation pour les causes des saints, qui mène l'instruction finale. Si la Congrégation accepte le dossier, elle nomme un rapporteur chargé de rédiger une synthèse (appelée positio) de toute la documentation (biographie, vertus, miracle éventuel). Un collège de cardinaux et d'évêques étudie alors la positio et se prononce sur l'héroïcité des vertus (qui sont en fait les  vertus théologales : foi, espérance, charité, et les  vertus cardinales : force d'âme, prudence, tempérance, justice). Le « décret d'héroïcité des vertus » fait du serviteur de Dieu un vénérable.
« L'héroïcité des vertus » désigne les efforts réalisés par la personne en vue de devenir meilleure, d'accueillir la grâce de Dieu, de pratiquer la charité, de se conformer à l'Évangile et d'être fidèle à l'Église. Ce critère est bien plus important que les faits extraordinaires, voire miraculeux, réalisés au cours de la vie du chrétien dont la cause est introduite.
Le décret d'héroïcité des vertus n'est pas nécessaire pour un martyr : il est remplacé par un décret constatant le martyre du serviteur de Dieu.
Un miracle (un au moins ; jusqu'au 5 juillet 2013 dans le cas de Jean XXIII où le pape François le dispense du deuxième miracle habituellement nécessaire pour la canonisation) sera nécessaire (sauf pour les martyrs) pour continuer la procédure jusqu'à la béatification. Un autre décret de reconnaissance du miracle sera alors signé, permettant alors la béatification du vénérable, si le Saint-Siège juge cela opportun. Il peut arriver que des considérations extérieures (religieuses, politiques, médiatiques…) bloquent le processus de façon plus ou moins prolongée. Un des derniers exemples en date est celui de l'évêque salvadorien Oscar Romero (1917-1980), devenu malgré lui le « saint patron » du Front Farabundo Martí de libération nationale, de tendance marxiste et finalement béatifié le 23 mai 2015.

## Quelques vénérables
- Bède le Vénérable (672/73-735), moine et lettré anglo-saxon, Docteur de l’Église.
- Étienne Douaihy (1630-1704), patriarche de l'Église maronite, déclaré vénérable en 2008.
- Louise de France (1737-1787), fille de Louis XV, devenue carmélite, déclarée vénérable en 1873.
- François Libermann (1802-1852), déclaré vénérable en 1910.
- Théodelinde Bourcin-Dubouché (1809-1863), fondatrice des Sœurs de l'Adoration réparatrice, reconnue vénérable en 1913.
- Matt Talbot (1856-1925), ouvrier, ancien alcoolique, tertiaire franciscain, déclaré vénérable en 1975.
- Jacques Sevin (1882-1951), prêtre jésuite, cofondateur des Scouts de France, déclaré vénérable en 2012.
- Auguste Arribat, prêtre, également Juste parmi les nations.
- Léon Papin Dupont, reconnu vénérable par saint Jean-Paul II le 21 mars 1983.
- Pie XII, déclaré vénérable en 2009.
- Benoîte Rencurel, déclarée vénérable également en 2009.
- Faustino Pérez-Manglano, déclaré vénérable en 2011.
- Magdeleine Hutin, religieuse et fondatrice, reconnue par le pape François en octobre 2021.
- Robert Schuman, père de l'Union européenne, déclaré vénérable en 2021.
- Antoni Gaudì, déclaré vénérable par le pape François le 14 avril 2025